# Susret hrvatskih misionara i misionarki
Susret hrvatskih misionara i misionarki je godišnji susret misionara Katoličke Crkve u Hrvata. Svake se godina održava nekoliko dana u župama biskupije domaćina. Misionari i misionarke pristižu iz cijeloga svijeta. U radnom dijelu susreta dijele iskustva, radosti i poteškoće svoga služenja potrebitima. Do danas su na susretima sudjelovali misionari i misionarke, najviše iz Afrike, iz Gane, Tanzanije, Ruande, Nigerije, Haitija, Benina, DR Konga, Zambije, Madagaskara i Ugande, te drugih kontinenata, Brazila, Čilea, Rusije, Ekvadora, Perua, Bolivije, Solomonskih otoka i dr. Misionari svjedoče o svojem djelovanju i pronošenju evanđelja među one kojI Isusa ne poznaju kao i o brojnim projektima s kojima ljudima omogućuju sigurniju egzistenciju i budućnost. Ljetni susret misionara je blagoslov i izvanredna prigoda za sve vjernike i njihove pastire obnoviti misijski žar u životu župnih zajednica.